# Смит-старший, Джозеф Филдинг
Джозеф Филдинг Смит — старший (англ. Joseph Fielding Smith, Sr.; 13 ноября 1838 — 19 ноября 1918) — шестой Пророк и Президент Церкви Иисуса Христа Святых последних дней, племянник Джозефа Смита и Джозефа Филдинга.

## Биография
Сын Хайрума Смита и Мэри Филдинг Смит. Когда он родился, его отец находился в тюрьме. Затем семья переехала в Наву, а в 1844 году Джозеф и Хайрум Смиты были убиты толпой. В 1846 году овдовевшая Мэри вместе с детьми переехала в Юту, где в 1852 году скончалась.
В возрасте 13 лет Джозеф был крещён, а в 15 лет направлен в качестве миссионера на Гавайи. После этого он неоднократно принимал участие в проповедовании учения мормонов в различных странах. В 27 лет Джозеф Филдинг Смит был посвящён в апостолы и служил советником при нескольких президентах Церкви. После смерти Лоренцо Сноу в 1901 году был призван стать следующим главой Церкви.

## Деятельность в качестве президента Церкви
Став руководителем церкви, Джозеф Филдинг Смит занялся работой по приобретению мест, связанных с историей мормонов, такие как тюрьма в городе Картидж, место, где находился храм в городе Индепенденс, ферма семьи Джозефа Смита, а также лес, где у основателя движения якобы случились первые видения.
При Джозефе Филдинге было заложено несколько новых храмов, начата практика обязательного еженедельного семейного вечера.

## Личная жизнь
В 1859 году Джозеф Филдинг Смит женился на своей двоюродной сестре Левире. Детей от этого брака не имел. После того как в церкви мормонов было введено многожёнство, Левира отказалась принять эту практику и развелась с Джозефом в 1868 году.
Помимо неё Смит имел ещё пять жён, в браках с которыми родилось сорок восемь детей.